# Villefranche-de-Panat
Villefranche-de-Panat – miejscowość i gmina we Francji, w regionie Oksytania, w departamencie Aveyron. W 2013 roku jej populacja wynosiła 739 mieszkańców. Przez gminę przepływa rzeka Tarn (rzeka). 